# Dominique Venturi
Dominique Venturi (* 24. Juni 1923 in Marseille, Frankreich; † 6. April 2008 ebenda), von seinen Vertrauten Nick genannt, war einer der letzten großen Mafia-Bosse des Korsischen Milieus in Marseille. Die US-Drogenbehörde bezeichnet ihn einst als „den französischen Hauptlieferanten von Heroin in die USA“.

## Biografie
Venturi wurde im alten Marseiller Stadtviertel Le Panier geboren, das oberhalb des alten Hafens liegt und zu dieser Zeit hauptsächlich von Korsen bewohnt wurde.
Während des Zweiten Weltkriegs gehörte er zu den sozialistischen Kampftruppen des Anwalts Gaston Defferre. Diese bestanden aus etwa 300 Mann und wurden von den Guérini-Brüdern geleitet. Auch nach dem Krieg blieben viele ihrer Mitglieder, darunter auch Venturi, unter dem Kommando der Guérinis. Sie waren zunächst im Zigarettenschmuggel aktiv und kontrollierten später durch die sich in Marseille befindlichen Heroinlabore den Drogenverkehr zwischen der Türkei und den USA.
Venturi pflegte lange beste Verbindungen zu den Guérini-Brüdern. Als diese gegen ihren Widersacher Marcel Francisci in Bedrängnis gerieten, sah Venturi seine Chance gekommen und sägte ebenfalls an ihrem Ast. Francisci, der ab Beginn der 1960er Jahre Boss der French Connection war, belieferte Venturi mit Drogen.
Außerdem war Venturi jahrzehntelang mit Gaston Defferre, dem langjährigen Oberbürgermeister von Marseille (1953–1986), den er aus seiner Zeit bei den sozialistischen Kampftruppen während des Zweiten Weltkriegs kannte, befreundet. Die Freundschaft nahm zu Beginn der 1980er Jahre ein abruptes Ende. Damals war sein Sohn Jacques gerade inhaftiert und Dominique wollte seine Freilassung mit allen Mitteln durchsetzen. Um seiner Forderung Nachdruck zu verleihen, drohte er mit brisanten Enthüllungen. Gaston Deferre, damals Innenminister unter Mitterrand (1981–1984), ließ sich hiervon nicht beeindrucken und kündigte Venturi die Freundschaft, der schon bald darauf (am 7. Juli 1982) wegen Urkundenfälschung und Korruption zu einer mehrjährigen Haftstrafe verurteilt wurde.
Nick Venturi starb am 6. April 2008 im Alter von 84 Jahren in seinem Marseiller Domizil an der Avenue du Prado. Er war einer der wenigen Mafia-Paten von Marseille, die eines natürlichen Todes starben und nicht bei einem Attentat ums Leben kamen. Bei seiner Beerdigung waren rund 300 Personen anwesend, darunter viele Politiker (sowohl der Sozialisten als auch der Rechten) und einige Personen aus dem Halbwelt-Milieu.